# Спарта (Џорџија)
Спарта (Џорџија) (енгл. Sparta) град је у америчкој савезној држави Џорџија. По попису становништва из 2010. у њему је живело 1.400 становника.

## Демографија
Према попису становништва из 2010. у граду је живело 1.400 становника, што је 122 (8,0%) становника мање него 2000. године.
| Група             | 2000.         | 2010.         |
| Белци             | 231 (15,2%)   | 191 (13,6%)   |
| Афроамериканци    | 1.274 (83,7%) | 1.160 (82,9%) |
| Азијати           | 5 (0,3%)      | 29 (2,1%)     |
| Хиспаноамериканци | 11 (0,7%)     | 14 (1,0%)     |
| Укупно            | 1.522         | 1.400         |